# 1980年魁北克公民投票
1980年魁北克公民投票是第一次就魁北克應否脫離加拿大成為獨立國家而舉行的公民投票，由支持魁北克分离出加拿大的魁北克人党（簡稱魁人黨）政府號召舉行。公投於1980年5月20日在全省范围舉行，40.44%選民認同魁北克應脫離加拿大，59.56%選民反對，反對方獲勝。
在1995年举行的第二次公投也是反对多数而终，尽管反对和支持比例非常相近（50.58%對49.42%）。

## 背景
自魁北克於1867年成為加拿大聯邦其中一個創始省份以來，該省一直是加拿大唯一一個法語系居民佔大多數的省份。國家聯盟（Union Nationale）等保守派系政黨於20世紀初長期在該省執政，並肯定當地的法裔和天主教傳統文化地位。然而，魁北克從1960年代起發生寂靜革命，社會陸續世俗化，政府亦改為奉行福利社會政策。魁北克的政治版圖亦隨之變更，成為主要由聯邦主義（支持魁北克留在加拿大聯邦，即統派）和主權主義（支持魁北克脫離加拿大成為主權民族國家，即獨派）對立的局面。
主權主義其中一位關鍵人物為魁北克人党創始黨魁瑞內·勒維克。該党提出“主权-结合”方案（法語：souveraineté-association），意即魁北克成为一个主权独立的民族国家，但仍然和加拿大余下部分维持经济伙伴关系。該黨原計劃若在省議會贏取足夠議席上台执政的話，便援引议会权力至上的原則宣布独立。然而在莫蘭（Claude Morin）游说下，該黨改為計劃就主權議題举行公投，以期日後更有效獲国际社會承认魁北克的独立地位。
1976年魁北克省選中，原執政黨自由黨面臨醜聞而民望低落，魁人黨則承諾廉潔有效執政，以及在首次執政時期就主權-結合方案舉行公投，不會單方面宣佈獨立。魁人黨在該屆省選首次贏取多數議席上台執政，並推行一系列受法語系居民和魁北克民族主義者歡迎的改革，包括通過《法語憲章》（第101號議案），加強法語作為魁北克唯一官方語言的地位。
魁人黨的政治理念與皮埃尔·特鲁多領導下的聯邦自由黨政府成強烈對比。杜魯多反對魁北克主權主義，並呼籲魁北克民眾透過容許雙語主義和保障個人權利的改革下，在聯邦層面爭取權力。勒維克視杜魯多為強而有力的對手，遂決定不會在杜魯多任職總理期間舉行主權公投。
1979年5月加拿大聯邦大選，進步保守黨險勝自由黨籌組少數政府，克拉克取代杜魯多出任總理，杜魯多亦宣布辭去自由黨黨魁職位。克拉克在魁北克的影響力遠遜杜魯多，魁人黨認為時機成熟，勒維克遂於同年6月21日公布於翌年春季舉行公投，並於1979年聖誕前公布公投問題内容。克拉克領導下的聯邦政府決定不會積極置身於公投事務，統派立場遂由魁北克自由黨黨魁萊恩（Claude Ryan）代表。
魁人黨政府於1979年11月1日公布有關其主權-結合方案，題為《魁北克-加拿大：新協約》（La nouvelle entente Québec-Canada）的白皮書。然而，加拿大聯邦政治再起變數，下議院於12月在自由黨和新民主黨聯手下通過對克拉克政府的不信任動議，進步保守黨少數政府遂告倒台，並觸發另一次聯邦大選。自由黨當時並未舉行黨魁選舉，杜魯多在黨員慫恿下復任黨魁。

## 投票问题内容
公投问题的内容為魁北克人党黨團内部所争论。包括时任财长帕里佐在内等党内强硬派人士（Pur et dur，直譯為「純淨與堅硬」）倾向采用一條简单的问题，以涵蓋整項主權-結合方案。勒維克則认为主權-結合方案必然牽涉與加拿大政府談判，期間魁北克政府应被视为一名代理，因此最后的决定应当有第二次公投核准；他亦感到舉行第二次公投可以让一些游離票转投贊成一方。
另一議題為覆蓋公民投票事宜的《公投法案》是否允许公投問題超过一句话；最终妥协是使用分號连结各句话。
1979年12月20日，公投问题正式公布。勒維克雖承認最终提出的问题非常累赘繁琐，但仍宣称问题清晰而易懂。

### 法文原文
Le Gouvernement du Québec a fait connaître sa proposition d'en arriver, avec le reste du Canada, à une nouvelle entente fondée sur le principe de l'égalité des peuples ; cette entente permettrait au Québec d'acquérir le pouvoir exclusif de faire ses lois, de percevoir ses impôts et d'établir ses relations extérieures, ce qui est la souveraineté, et, en même temps, de maintenir avec le Canada une association économique comportant l'utilisation de la même monnaie ; aucun changement de statut politique résultant de ces négociations ne sera réalisé sans l'accord de la population lors d'un autre référendum ; en conséquence, accordez-vous au Gouvernement du Québec le mandat de négocier l'entente proposée entre le Québec et le Canada ? 

### 英文原文
The Government of Quebec has made public its proposal to negotiate a new agreement with the rest of Canada, based on the equality of nations; this agreement would enable Quebec to acquire the exclusive power to make its laws, levy its taxes and establish relations abroad - in other words, sovereignty - and at the same time to maintain with Canada an economic association including a common currency; any change in political status resulting from these negotiations will only be implemented with popular approval through another referendum; on these terms, do you give the Government of Quebec the mandate to negotiate the proposed agreement between Quebec and Canada?

### 中文翻译
在各民族之間平等的基礎下，魁北克政府公开其与加拿大余下部分协商一項新协议的提议；这项协议将讓魁北克获得獨有权力以制定本地的法律、征收本地的税款、以及建立与外地的关系——这些权力换言之为主权；同时，魁北克将维持与加拿大的经济联系，包括共享同一种货币；任何從這些协商產生的政治地位改变惟有通过另一次公民投票的普遍支持才能实施；基于以上条件，您是否授权同意魁北克政府就此項魁北克和加拿大之間的擬定协议进行协商？

## 議會爭論
1980年2月，聯邦自由黨在大選中贏取下議院多數議席，杜魯多遂復任總理，並委派克雷蒂安代表聯邦政府在公投事務上發言。
魁北克省議會於1980年3月就公投事務進行辯論，並於電視播放。在沙隆（Claude Charron）統籌下，魁人黨內閣成員逐一闡述主權-結合方案對其所屬範疇的影響，以及他們聲稱主權所帶來的好處。另一方面，魁北克自由黨黨團對公投所作的嘲諷被視為輕率且無足輕重，黨魁萊恩在會上打呵欠更被電視鏡頭拍攝下來；魁人黨遂被評為辯論贏家。辯論後進行的民調則顯示公投贊成和反對兩方大致持平，法語系居民中則大部分傾向支持。

## 競選期

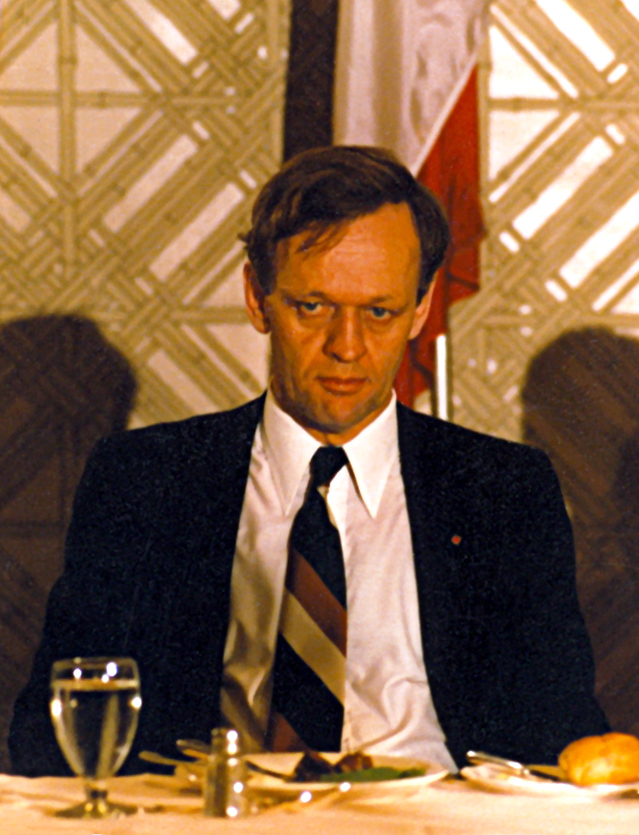
克雷蒂安

1980年4月15日，勒維克宣布公投於同年5月20日舉行。杜魯多同日在聯邦下議院復會時表示，加拿大聯邦政府在任何情況下皆不會就主權-結合方案進行協商。他認為公投的問題内容過於模糊，而聯邦政府也不確定具有權力進行這些協商。他又指公投問題的模糊性質令勒維克和魁人黨缺乏民意授權宣布獨立，同時承諾若反方勝出的話會進行憲制改革，修改加拿大的聯邦制度以迎合魁北克的訴求。此立場獲進步保守黨黨魁克拉克和新民主黨黨魁博德賓（Ed Broadbent）支持。
在聯邦司法部長克雷蒂安和能源部長拉朗德（Marc Lalonde）統籌下，聯邦政客就公投事務發表評論，主要圍繞贊成方勝出對經濟帶來的不確定因素。克雷蒂安指魁人黨的莫蘭為可駕駛獨立魁北克駐外大使的轎車將不惜犠牲加拿大的石油和天然氣行業，拉朗德則指贊成方勝出將直接威脅魁北克民眾的老年退休金。魁北克自由黨黨魁萊恩起初雖對聯邦政府參與公投事務有所保留，其後則開始歡迎聯邦政府的協助，並繼續造訪魁北克多處為反對方拉票。然而，魁北克的《公投法案》規定所有公投競選活動需由指定的贊成方和反對方委員會以設定預算進行，聯邦政府置身於公投事務的舉動因此惹來爭議。

### 杜魯多演講
杜魯多於1980年5月14日（即公投前六日）現身保羅·索韋體育館（Aréna Paul-Sauvé）出席反對方大會；該體育館為魁人黨於1976年慶祝贏取省選的祝捷場所。他批評贊成方提出的公投問題性質模糊，並謂聯邦政府若拒絕談判的話，魁北克缺乏民意授權宣布獨立，贊成票因此猶如一條盡頭路。他之後表示反對方勝出的話，將視此為授權改革加拿大聯邦制度和修改憲法，並向加拿大英語系居民表示加國必需變更，反對方即使獲勝亦不應視為支持維持現狀。
勒維克日前針對杜魯多名稱中的母系姓氏「艾略特」（Elliott），指他為反對方拉票時顯示自己艾略特的一面，杜魯多回應指父母雙方在魁北克皆有多名祖先，並指自己的全名為一個魁北克人和加拿大人名稱。他之後列出具有愛爾蘭裔或英格蘭裔姓氏的魁人黨黨員。杜魯多這次演講雖然受到勒維克置疑，但仍被外界視為贊成方的喪鐘。

## 結果
| 反對: 2,187,991 (59.56%) |  |  | 贊成: 1,485,851 (40.44%) |
| ▲                        |  |  |                          |

|          | 總票數    | 百分比 |
| 有效票   | 3,673,842 | 98.26% |
| 無效票   | 65,012    | 1.74%  |
| 投票人数 | 3,738,854 | 85.61% |
| 登記票數 | 4,367,584 | 100%   |

## 後續
公投過後，杜魯多召集全國眾省省長商討憲制改革。與此同時，魁北克於1981年4月舉行省議會選舉。主權主義陣營雖在公投中落敗，但魁人黨以其執政紀錄和在憲制談判中制衡杜魯多的目標為賣點，成功贏取省議會多數議席繼續執政。然而，該黨沒有承諾舉辦另一場公投。
經過杜魯多和眾省省長數個月來的爭論，眾人於1981年11月齊聚渥太華，以冀解決分歧。勒維克堅持魁北克應持有憲法否決權，而魁北克的「獨特社會」地位亦應獲憲法承認，但不為杜魯多接納。另一方面，在其他省長壓力下，杜魯多同意在《加拿大權利與自由憲章》中加入但書條款，容許國會或省議會以臨時性質凌駕憲章的部分條款。這項折衷未能滿足勒維克，但被其他九省省長接納，杜魯多遂獲取足夠支持，於1982年春季取回制憲權。然而，此舉惹來魁北克民眾不滿，憲法至今亦一直未被魁北克省議會確認。
1984年聯邦大選競選期間，進步保守黨黨魁梅隆尼承諾在憲政事務上盡力迎合魁北克的訴求。該黨在9月聯邦大選中贏取下議院多數議席上台執政，並在新任總理梅隆尼領導下就憲政事務與魁北克政府重開對話。勒維克亦因此採取較溫和手段應對聯邦政府，卻不獲部分魁人黨黨員應同，並觸發包括帕里佐在内的一批強硬魁獨派黨員於1984年11月退黨。面臨内部分裂下，勒維克於1985年辭任魁人黨黨魁和省長。魁人黨在1985年省選落敗，由魁北克自由黨取代執政。
梅隆尼與眾省省長於1987年6月達成米治湖協定，確認魁北克的「獨特社會」地位並包括另外數項憲制改革，但因未能在1990年6月限期前獲全數十省省議會通過而失效。聯邦政府和眾省及地區政府代表、以及原住民代表再於1992年8月達成夏洛特敦協定，同年10月交由全國選民透過公投表決，最終被54.3%選民否決。
修憲失敗重燃魁北克主權運動。1988年起出任魁人黨黨魁的帕里佐於1994年省選競選期間承諾，魁人黨當選一年内舉行另一次獨立公投。魁人黨結果贏取省議會多數議席重拾執政權，獨立公投則於1995年10月舉行，反對魁獨方僅以50.58%得票率險勝。

### 引用書籍
- Bastien, Frédéric Bastien. . Toronto: Dundurn. 2013. ISBN 9781459723290.

- English, John. . Toronto: Knopf Canada. 2009. ISBN 978-0-676-97523-9.

- Fraser, Graham. . Toronto: MacMillan. 1984. ISBN 0771597932.

- Lévesque, René. . Montreal: McClelland and Stewart. 1986. ISBN 0-7710-5285-5.